# بی‌اندکیو
بی‌اندکیو (انگلیسی: B&Q) یک شرکت چندملیتی بریتانیایی است که در زمینه خرده‌فروشی فعالیت می‌کند؛ این شرکت در سال ۲۰۱۶ میلادی ۳۲۰ فروشگاه و ۲۵۰۰۰ کارمند داشت.